# Akira (1988.)
Akira je slavni japanski anime ZF film iz 1988. godine kojeg je režirao Katsuhiro Otomo. To je jedan od prvih utjecajnijih animea u inozemstvu.

## Filmska ekipa
Režija: Katsuhiro Otomo
Glasovi: Mitsuo Iwata, Nozomu Sasaki, Mami Koyama, Tessho Genda i drugi.

## Radnja
1988. godine Tokyo je uništen od eksplozije u 3. svjetskom ratu. 2019. godine Tokyo je obnovljen i nazvan Neo-Tokyo, ali je pun kriminala i uličnih bandi. Tinejdžer Tetsuo jedne noći naleti na jednog čudnog, zelenog dječaka koji posjeduje telekinetičke moći. Ubrzo obojica bivaju oteti od vojske i stavljeni u tajni laboratorij koji istražuje telekinetičke moći. Ubrzo i Tetsuo počinje dobivati te neobične moći te u bijesu uspije pobjeći iz laboratorija te uništavati cijeli grad. Istodobno, tinejdžer Kaneda i djevojka Kei traže svojeg prijatelja Tetsua i nemaju pojma da je ovaj poprimio nadljudske moći...

## Nagrade
- Osvojen Silver screen Award na Amsterdamskom festivalu fantastike.

## Zanimljivosti
- Film je koštao skoro 10 milijuna $, što je tada bila rekordna suma za neki japanski film.
- Film ima oko 160 000 prizora, što je dvostruko više od običnih filmova.
- Dječak Akira, koji posjeduje nadnaravne moći i koji je razorio Tokyo 1988., je stvarni lik samo u mangi. U filmu se ne pojavljuje, nego samo spominje.
- Akira još uvijek nije distribuiran u mnogim zemljama uključujući  i Hrvatsku. U Njemačkoj je, primjerice, emitiran na televiziji tek 2002. na kanalu Pro Sieben.

## Kritika
Akira je jedan od najslavnijih animea u povijesti kinemtaografije, ali nije univerzalno hvaljen. Jedni su hvalili fluidnu animaciju, odraslu i tmurnu ZF priču smještenu u neglamuroznom 21. stoljeću u kojoj sve vrvi detaljima i crnom poezijom. Drugi su pak kritizirali konfuznu priču koja nespretno spaja teme telekineze i apokalipse, pretenciozan ugođaj i anksioznosti, jednodimenzionalne likove. Tako je kritičar Kain na siteu Animeacademy.com u svojoj recenziji napisao: "Ja neću pisati o povijesnom značenju ovog filma, niti ću mu ponuditi pohvale samo zato što je priznat kao legendarni anime koji je otvorio vrata tom žanru prema Zapadnoj civilizaciji. Ja sam ovdje da sudim "Akiri" samo po njegovim vlastitim zaslugama te ću stoga vjerojatno uzdrmati par tisuća pera u procesu...Zbilja sam htio cijeniti i spojiti se sa "Akirom" više nego što na kraju jesam. Problem sa produciranjem jednog mračnog animea je u pretjerivanju u stvaranju likova koji su jednako mračni ili mračniji, što otežava da se možemo emocionalno povezati sa njima. Ako se ja ne mogu emotivno spojiti s likovima, ne mogu ni s animeom". Scott Weinberg je pak utvrdio: "Iako nisam stručnjak na tom polju, ovo je definitivno jedan od najboljih anime ostvarenja koje sam ikada vidio".

## Vanjske poveznice
- Akira u internetskoj bazi filmova IMDb-a
- Animeacademy.com  Arhivirana inačica izvorne stranice od 16. kolovoza 2006. (Wayback Machine)
- Rottentomatoes.com
- Akira : AKIRA2019.com : Extensive site on Katsuhiro Otomo's Anime/Manga Akira
- An Introduction to Akira  Arhivirana inačica izvorne stranice od 9. veljače 2006. (Wayback Machine)
- Akira manga review at MangaReviewer.com  Arhivirana inačica izvorne stranice od 3. rujna 2006. (Wayback Machine)
- Blue Blade Akira  Arhivirana inačica izvorne stranice od 3. srpnja 2006. (Wayback Machine)
- Akira Image Gallery — AnimeGIG.com[neaktivna poveznica]
- Akira  Arhivirana inačica izvorne stranice od 19. travnja 2009. (Wayback Machine)
- Akira Text-Based Resource